# Nephrozoa
Nephrozoa je jedna od glavnih klada bilateralnih životinja koja obuhvata deuterostomije i protostomije. Ona je postojeća sestrinska klada Xenacoelomorpha. Celom, ekskretorni organi i nervna vlakna su razvijeni kod Nephrozoa.
Većina bilateralnih životinja se deli u dve grupe, protostomije i deuterostomije. Hordati (koji obuhvataju sve kičmenjake) su deuterostomije. Veoma je verovatno da je 555 miliona godina stara Kimberella bila član protostomija. Ako je to slučaj, to znači da su protostomijske i deuterostomijske loze morale biti podeljene pre nego što se Kimberella pojavila — pre najmanje 558 miliona godina, i stoga pre početka kambrijuma.

## Literatura
- Balavoine, Guillaume; Adoutte, André (1998). „One or three Cambrian radiations?”. Science. 280 (5362): 397—398. doi:10.1126/science.280.5362.397. Science, .
- Bourlat, S.; Nielsen, C.; Economou, A.; Telford, M. (2008). „Testing the new animal phylogeny: a phylum level molecular analysis of the animal kingdom”. Molecular Phylogenetics and Evolution. 49 (1): 23—31. Bibcode:2008MolPE..49...23B. PMID 18692145. doi:10.1016/j.ympev.2008.07.008.. Molecular phylogenetics and evolution, .
- Jondelius, Ulf; Ruiz-Trillo, Iñaki; Baguñà, Jaume; Riutort, Marta (2002). „The Nemertodermatida are basal bilaterians and not members of the Platyhelminthes”. Zoologica Scripta. 31 (2): 201—215. doi:10.1046/j.1463-6409.2002.00090.x.. Zoologica scripta, .